# Öffentliche Arbeitsvermittlung
Eine öffentliche Arbeitsvermittlung ist ein Dienstleistungsangebot der Regierung, welches offene Arbeitsstellen und verfügbare Arbeitnehmer zusammenführt.

## Geschichte
Eine der ältesten Erwähnungen einer öffentlichen Arbeitsvermittlung findet sich in 1650, als Henry Robinson dem Britischen Parlament vorschlug, ein „Büro für Adressen und Begegnungen“ („Office of Adresses and Encounters“) einzurichten. Das Britische Parlament lehnte den Vorschlag jedoch ab und Robinson gründete daraufhin eine private Arbeitsvermittlung, welche allerdings nicht lange Zeit überdauerte.
Seit Beginn des 20. Jahrhunderts schuf jedes entwickelte Land einen öffentlichen Arbeitsvermittlungsdienst um die Arbeitslosigkeit zu bekämpfen und Menschen bei der Arbeitssuche zu unterstützen. Im Jahre 1988 gründeten öffentliche Arbeitsvermittlungen aus sechs Ländern den World Association of Public Employment Services. Im Jahr 2016, gehörten der Vereinigung bereits 85 staatliche Arbeitsvermittlungen aus allen Regionen der Welt an.
2014 wurde das Netzwerk der europäischen Public Employment Services (PES-Netzwerk) als EU-Institution mit Vorsitz der EU-Kommission konstituiert. Im Juni 2019 wurde Johannes Kopf als Nachfolger von Fons Leroy (Belgien, VDAB) zum Vorsitzenden des Netzwerks gewählt.

## Öffentliche Arbeitsvermittlung nach Ländern

### Deutschland
In Deutschland war seit 1927 die Reichsanstalt für Arbeitsvermittlung und Arbeitslosenversicherung der zentrale Akteur in der öffentlichen Arbeitsvermittlung. Heute übernehmen die Agenturen für Arbeit sowie Jobcenter diese Aufgabe.

### Vereinigtes Königreich
Im Vereinigten Königreich wurde der erste Dienst in London durch die Bestimmungen des Labour Bureau Act 1902 gegründet und wurde anschließend auf das ganze Land ausgeweitet. Diese Entwicklung wurde durch den Labour Exchanges Act 1909 der liberalen Regierung veranlasst. Die heutige staatliche Arbeitsvermittlung wird betrieben durch die Einrichtungen der Jobcentre Plus.

### Vereinigte Staaten
In den Vereinigten Staaten wurde im Zug des New Deals ein bundesstaatliches Programm zur Arbeitsvermittlung eingeführt. Die ursprüngliche Gesetzesinitiative dafür war der Wagner-Peyser Act aus dem Jahre 1933. Heute werden öffentliche Arbeitsvermittlungen durch Anlaufstellen geschaffen, die im Rahmen des Workforce Investment Acts von 1998 und des Workforce Innovation and Opportunity Acts von 2013 eingerichtet wurden.

### Andere Länder
- Pôle Emploi, öffentlicher Arbeitsvermittlungsdienst in Frankreich
- Hello Work, der Arbeitsvermittlungsdienst Japans
- PESO, öffentliche Arbeitsvermittlung in den Philippinen
- Litauische Arbeitsbörse am Sozialschutz- und Arbeitsministerium, Litauische öffentliche Arbeitsvermittlung
- Arbeitsmarktservice, Österreich